# Ханжалкала
Ханжалкала (гор.-евр. Хэнжелгъэле, Гъэлей-хэнжел) — упразднённое село в Магарамкентском районе Дагестана. На момент упразднения входило в состав Советского сельсовета. Упразднено в 1968 году.

## География
Село располагалось на правом берегу реки Гюльгерычай, у автодорожного моста через реку на федеральной трассе «Кавказ».

## История
Население горских евреев в кюринских селах (Мамраш (Мамрач), Джууд-Араг) появилось только после 1812 года, когда они были приглашены туда для поселения кюринским владетелем Аслан-ханом. Позднее часть горских евреев из Мамрача переселились в село Ханжал-Кала.
В 1895 году селение состояло из 69 хозяйств, в том числе 49 хозяйств горских евреев. В начале 1900-х годов село было разделено на два сельских общества — еврейское и лезгинское.
По данным на 1929 год село Ханжал-Кала состояло из 66 хозяйств, в административном отношении являлось центром Ханжал-Калинского сельсовета Касумкентского района. B первой половине XX века горские евреи из Ханжал-Калы постепенно переселились в Дербент.
Исключено из учётных данных указом ПВС ДАССР от 01.09.1968 г. в связи с переселением жителей в село Советское.

## Население
| Год     | 1886 | 1895 | 1908 | 1926 | 1939 |
| ------- | ---- | ---- | ---- | ---- | ---- |
| человек | 239  | 312  | 398  | 275  | 443  |

По данным на 1886 год 100 % населения села составляли горские евреи. К 1895 году их численность в составе села сократилась до 79 %.  К 1908 году количество горских евреев в структуре населения вновь выросло и составило 91%.
По данным Всесоюзной переписи населения 1926 года, в национальной структуре населения лезгины составляли 23 %, горские евреи — 67 %